# 소방간부후보생

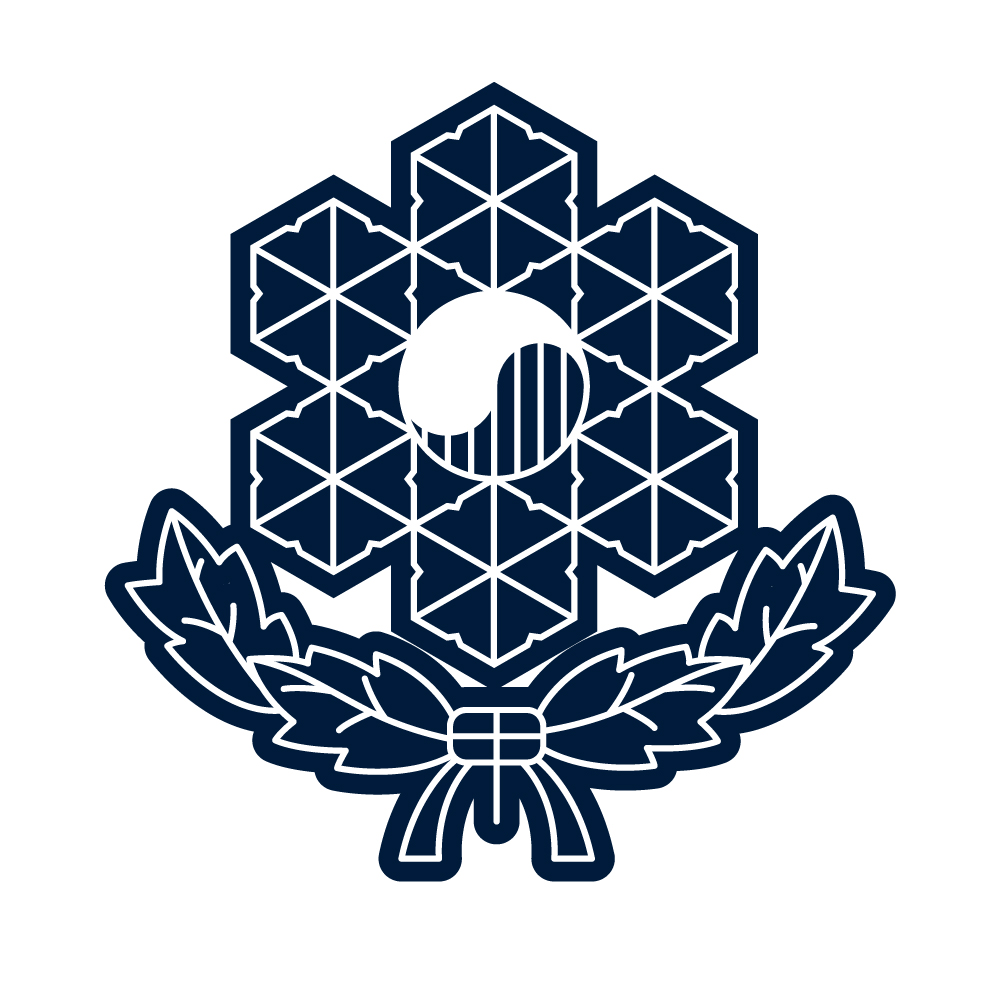
소방간부후보생의 계급장

소방간부후보생은 소방공무원임용령 제34조(시험실시권), 제38조(소방간부후보생 선발시험)에 근거하여 실시된 소방간부후보생 선발시험에 합격한 후 중앙소방학교 교육생으로 입교한 후 소방위로 임명되기 전까지의 신분을 가진자를 말한다. 소방공무원임용령 제16조(채용후보자의 등록)에 의거 제24조제1항의 규정에 의한 소방간부후보생 교육훈련을 마친자는 임용권자 또는 임용제청권자에게 채용후보자등록을 하여야 한다. 소방간부후보생 교육 과정을 마친 채용후보자는 소방위로 임명된다.

## 선발시험

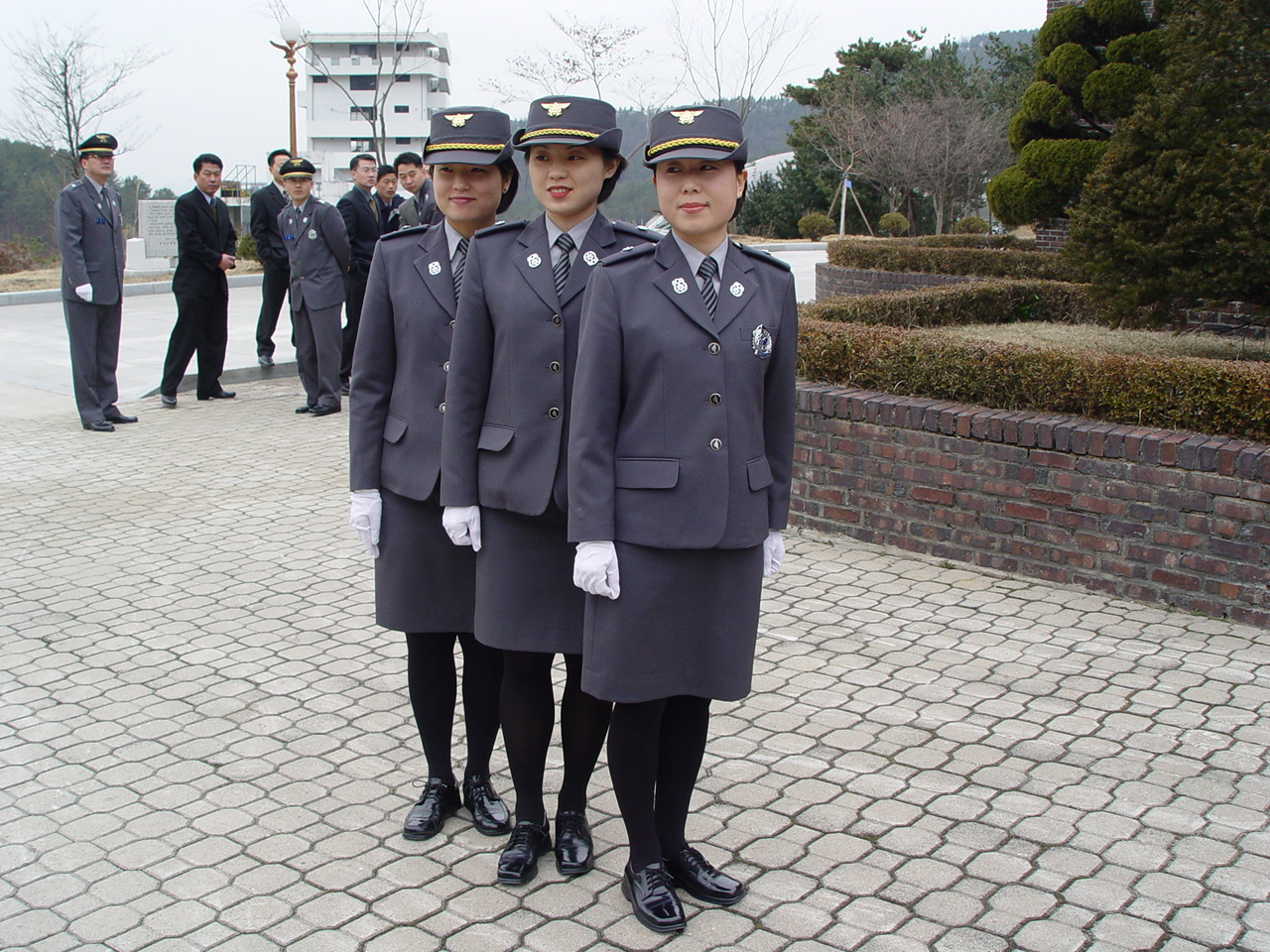
최초 여성 소방간부후보생(제12기)

소방공무원법 제6조(신규채용), 소방공무원임용령 제38조(소방간부후보생 선발시험)에 의거하여 소방청장의 위임을 받아 중앙소방학교장이 매년 시행한다.

### 주요 변경 사항
- 1기: 1977년 11월 26일 최초의 소방간부후보생이 수원시 소재 중앙경찰교육원에서 임관하였다
- 5기: 1기부터 4기까지는 수원시 파장동 소재 중앙경찰교육원에서 간부후보생 교육을 실시하였으나, 5기부터 새로 신설된 천안시 소재 중앙소방학교에서 이를 담당하였다.
- 12기: 최초로 여성 소방간부후보생을 선발하였다.[4]
- 17기: 기존에는 선발 시험을 2년마다 실시하였으나 매년 실시로 변경하였다.[5]
- 18기: 인문과 자연계열 구분 모집을 폐지하였다.
- 23기: 인문과 자연계열을 분리하여 선발하였다.

## 교육 과정[6]
중앙소방학교에서 공통역량, 직무역량, 직무과제 등 1년 52주간 1,648시간의 합숙 훈련을 받는다. 교육은 각종소양과목, 실무공통과목, 전공과목, 화재진압훈련, 일반구조훈련, 산악, 수난구조훈련, 응급처치, 분기별 체력측정, 동아리활동, 생활체육, 현장실습, 산업시찰, 후보생축제 등 다양한 이론과 실무에 관한 학습으로 구성되어있다. 후보생 기간중에는 중앙소방학교 훈령인 '소방간부후보생 생활규정'에 규정된 기본적인 책무와 태도 및 예의를 준수해야한다.

### 후보생의 책무
1. 후보생은 교육 중 교관의 정당한 명령에 복종하여야 한다.
2. 후보생은 어떠한 위험이나 불이익이 따르더라도 성실하게 의무를 이행한다.
3. 후보생은 개인위생을 청결히 하고 용모와 복장, 언행 및 태도를 단정히 하며, 외적인 품위를 유지함과 동시에 후보생으로서의 신분적 가치와 미래 리더로서의 위상에 부합하는 내적 품위를 함양하여야 한다.
4. 후보생은 동료 후보생의 사생활 등 교육 중 알게 된 비밀을 누설하여서는 아니 된다.
5. 후보생은 영리를 목적으로 하는 업무에 종사하지 못하며 중앙소방학교장의 허가 없이 다른 직무를 겸임하여서는 아니 된다.
6. 후보생은 허가되지 않은 집회(발표, 토론, 선전, 교육) 및 장소에 참가하거나 참여할 수 없으며, 후보생의 집회참가 또는 개최는 지도교수요원을 경유하여 사전에 교육기획과장의 승인을 받아야 한다.

### 명예자치위원회

#### 자치위원 선발 및 운영
명예활동과 후보생자치에 관한 모든 사항을 다루기 위해 명예자치위원회를 설치하며, 명예자치위원회에는 자치위원으로 위원장 1명과 위원 3명을 둔다. 자치위원의 선발은 모든 후보생이 참석한 전체회의에서 다른 후보생 추천, 희망후보생 지원 등으로 후보군을 선정하고, 다수결로 선발한다. 명예자치위원회는 연간 2회 교대하며 제1기 명예자치위원회는 편성 후 9월초(2학기 1주차)까지, 제2기는 9월초에서 다음연도 2월 졸업 시까지 수행한다. 자치위원의 생활평가 분기별 합계점수가 30점 이상 감점된 때에는 해당 자치위원은 해임되고, 해임일부터 7일 이내에 새로운 자치위원을 재 선발 한다.

#### 자치위원회의
후보생 전원이 참석하여 매주 목요일 학과 종료 후에 지정장소에서 회의를 개최한다. 자치위원장은 회의 시작 전 소방간부후보생의 신조를 제창하고 소방간부후보생가를 부른다. 회의는 자치위원장이 주관하며 다음 각 호의 사항을 토의한다. 회의결과는 자치위원장이 지도교수요원에게 회의종료 다음날까지 서면 보고한다.
1. 주간 결산 및 차주 예정사항 토의
2. 후보생 관련 각종 검토사항에 대한 의견 종합
3. 명예교육 및 그 밖의 중요사항 토의 및 전파 등

### 일과 및 생활
후보생의 일과는 생활일과표에 따라 규칙적으로 생활을 하여야 한다. 점호는 아침점호, 저녁점호, 비상점호로 구분하며 아침점호와 저녁점호는 매일 실시하되 비상점호는 인원파악 등 필요한 경우에 시행한다. 학과출장 전 지도교수요원의 지시에 따라 정해진 장소에 일정 대형으로 집합 후 학생장 지휘 하에 이동하며 학과개시 10분전까지 질서 있게 강의실내에 입장하여 학습준비를 완료하고 대기하여야 한다. 수업태도는 바른 자세를 유지하고 수업 중 자리를 이석하고자 할 경우에는 담당교수의 승인을 받고 이석한다. 자유시간에는 면회, 세탁, 기타 교내에서 허용된 사항에 대하여 자유로운 행동이 보장된다. 여성후보생은 취침 또는 필요시 내부에서 출입문을 잠글 수 있다. 생활실 전원이 외출(박), 휴가 등 생활실을 비우는 경우에는 생활실 출입문을 잠글 수 있다.

## 임용 현황

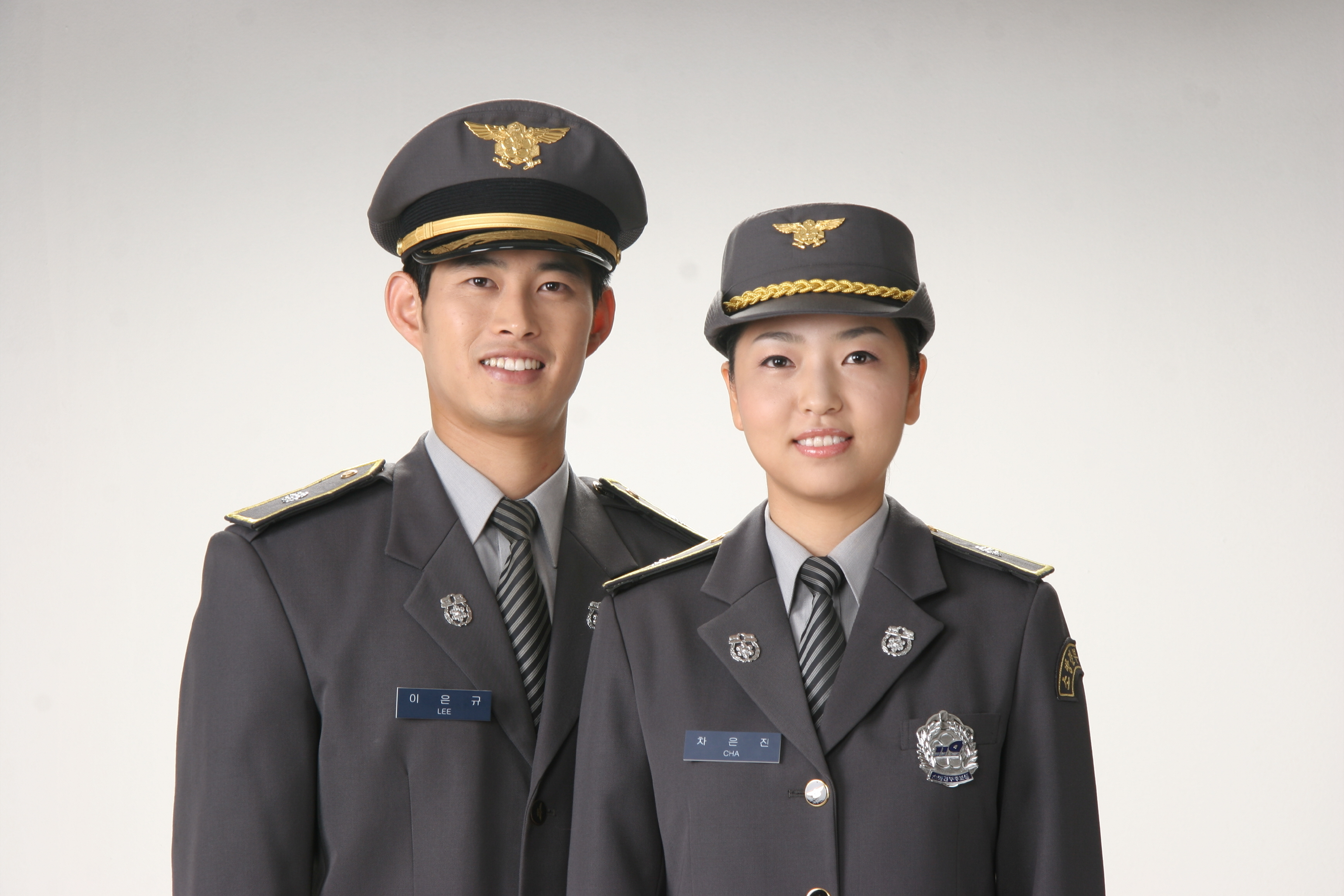
2005년 제14기 소방간부후보생 모집 홍보 사진

1977년에 제1기 소방간부후보생 46명을 배출한 것을 시작으로 2018년 기준으로 현재까지 제23기의 후보생들을 배출했다.
| 기수                  | 임용일           | 임용인원 | 주요인물                                       |
| --------------------- | ---------------- | -------- | ---------------------------------------------- |
| 제1기 소방간부후보생  | 1977년 11월 26일 | 46       | 최성룡, 김명현, 신주영, 제진주                 |
| 제2기 소방간부후보생  | 1980년 11월 4일  | 49       | 이기환. 김한용, 남상호, 박창순, 정정기, 황정연 |
| 제3기 소방간부후보생  | 1983년 2월 22일  | 48       | 변상호, 신현철, 최웅길, 최진종, 류해운         |
| 제4기 소방간부후보생  | 1985년 2월 18일  | 50       | 조송래                                         |
| 제5기 소방간부후보생  | 1987년 4월 7일   | 50       |                                                |
| 제6기 소방간부후보생  | 1990년 2월 13일  | 50       | 조종묵, 정문호, 이창섭                         |
| 제7기 소방간부후보생  | 1993년 2월 10일  | 45       | 우재봉                                         |
| 제8기 소방간부후보생  | 1995년 2월 21일  | 38       |                                                |
| 제9기 소방간부후보생  | 1997년 2월 27일  | 48       |                                                |
| 제10기 소방간부후보생 | 1999년 3월 11일  | 50       |                                                |
| 제11기 소방간부후보생 | 2001년 3월 8일   | 40       |                                                |
| 제12기 소방간부후보생 | 2003년 3월 5일   | 39       |                                                |
| 제13기 소방간부후보생 | 2005년 3월 9일   | 38       |                                                |
| 제14기 소방간부후보생 | 2007년 3월 13일  | 39       |                                                |
| 제15기 소방간부후보생 | 2009년 3월 11일  | 37       |                                                |
| 제16기 소방간부후보생 | 2011년 3월 3일   | 39       |                                                |
| 제17기 소방간부후보생 | 2012년 2월 29일  | 20       |                                                |
| 제18기 소방간부후보생 | 2013년 3월 29일  | 20       |                                                |
| 제19기 소방간부후보생 | 2014년 3월 31일  | 30       |                                                |
| 제20기 소방간부후보생 | 2015년 3월 27일  | 30       |                                                |
| 제21기 소방간부후보생 | 2016년 3월 25일  | 30       |                                                |
| 제22기 소방간부후보생 | 2017년 3월 24일  | 30       |                                                |
| 제23기 소방간부후보생 | 2018년 3월 23일  | 30       |                                                |
| 제24기 소방간부후보생 | 2019년 3월 22일  | 30       |                                                |
| 제25기 소방간부후보생 | 2020년 3월 20일  | 30       |                                                |